# Communauté de communes du Bas-Chablais
La communauté de communes du Bas-Chablais est, depuis le 1er janvier 2017, une ancienne communauté de communes française du département de la Haute-Savoie.

## Géographie
La communauté de communes se situait dans le Chablais français, au nord du département de la Haute-Savoie, au bord du lac Léman et frontalière de la Suisse. Son altitude varie entre 350 mètres à Veigy-Foncenex et 1 480 mètres sur la commune de Bons-en-Chablais.

## Histoire
La communauté de communes a été créée par arrêté préfectoral du 17 novembre 2003 et succède au syndicat intercommunal à vocation multiple du Bas-Chablais. Les communes de Brenthonne, Fessy et Lully intègrent la communauté de communes au 1er janvier 2013.
Le 1er janvier 2017, elle fusionne avec la Communauté de communes des Collines du Léman, avec extension à la commune de Thonon-les-Bains pour former la communauté d'agglomération Thonon Agglomération.

## Composition
La communauté de communes regroupe les dix-sept communes suivantes :
| Nom               | Code Insee | Gentilé       | Superficie (km2) | Population (dernière pop. légale) | Densité (hab./km2) |
| ----------------- | ---------- | ------------- | ---------------- | --------------------------------- | ------------------ |
| Ballaison (siège) | 74025      | Ballaisonnais | 13,30            | 1 489 (2014)                      | 112                |
| Anthy-sur-Léman   | 74013      | Anthychois    | 4,62             | 2 131 (2014)                      | 461                |
| Bons-en-Chablais  | 74043      | Bonsois       | 19,09            | 5 337 (2014)                      | 280                |
| Brenthonne        | 74048      | Brenthonnois  | 8,38             | 965 (2014)                        | 115                |
| Chens-sur-Léman   | 74070      | Chensinois    | 10,87            | 2 405 (2014)                      | 221                |
| Douvaine          | 74105      | Douvainois    | 10,54            | 5 509 (2014)                      | 523                |
| Excenevex         | 74121      | Exceneviens   | 6,66             | 1 098 (2014)                      | 165                |
| Fessy             | 74126      | Fesserains    | 8,53             | 860 (2014)                        | 101                |
| Loisin            | 74150      | Loisinois     | 7,86             | 1 467 (2014)                      | 187                |
| Lully             | 74156      | Lullois       | 4,86             | 727 (2014)                        | 150                |
| Margencel         | 74163      | Margencellois | 7,38             | 2 080 (2014)                      | 282                |
| Massongy          | 74171      | Massongiens   | 9,81             | 1 614 (2014)                      | 165                |
| Messery           | 74180      | Messerolins   | 9,22             | 2 235 (2014)                      | 242                |
| Nernier           | 74199      | Néroniens     | 1,82             | 435 (2014)                        | 239                |
| Sciez             | 74263      | Sciezois      | 20,47            | 5 592 (2014)                      | 273                |
| Veigy-Foncenex    | 74293      | Veigyciens    | 12,99            | 3 409 (2014)                      | 262                |
| Yvoire            | 74315      | Yvoiriens     | 3,12             | 925 (2014)                        | 296                |

## Démographie

### Population
| 1968   | 1975   | 1982   | 1990   | 1999   | 2010   | 2011   | 2012   | 2013   |
| ------ | ------ | ------ | ------ | ------ | ------ | ------ | ------ | ------ |
| 10 356 | 14 228 | 17 189 | 21 673 | 25 606 | 32 984 | 35 971 | 36 705 | 37 381 |

### Pyramide des âges
| Hommes | Classe d’âge | Femmes |
| ------ | ------------ | ------ |
| 0,2    | 90 ans ou +  | 0,6    |
| 4,0    | 75 à 89 ans  | 5,3    |
| 13,5   | 60 à 74 ans  | 13,2   |
| 21,3   | 45 à 59 ans  | 21,7   |
| 23,3   | 30 à 44 ans  | 24,0   |
| 15,9   | 15 à 29 ans  | 15,3   |
| 21,7   | 0 à 14 ans   | 19,9   |

| Hommes | Classe d’âge | Femmes |
| ------ | ------------ | ------ |
| 0,3    | 90 ans ou +  | 0,9    |
| 5,5    | 75 à 89 ans  | 7,7    |
| 12,6   | 60 à 74 ans  | 13,3   |
| 20,3   | 45 à 59 ans  | 20,4   |
| 22,8   | 30 à 44 ans  | 22,2   |
| 18,7   | 15 à 29 ans  | 16,8   |
| 20,2   | 0 à 14 ans   | 18,7   |

## Politique et administration

### Statut
Le regroupement de communes a pris la forme d’une communauté d'agglomération. L’intercommunalité est enregistrée au répertoire des entreprises sous le code SIREN 247 400 831. Son activité est enregistrée sous le code APE 8411Z

### Tendances politiques
| Commune          | Maire                  | Nuance politique | Nuance politique |
| ---------------- | ---------------------- | ---------------- | ---------------- |
| Anthy-sur-Léman  | Jean-Louis Baur        |                  | DVD              |
| Ballaison        | Christophe Songeon     |                  | DVD              |
| Brenthonne       | Michel Burgnard        |                  | SE               |
| Bons-en-Chablais | Patrice Bereziat       |                  | DVD              |
| Chens-sur-Léman  | Pascale Moriaud-Billod |                  | DVD              |
| Douvaine         | Jean-François Baud     |                  | DVD              |
| Excenevex        | Pierre Fillon          |                  | DVD              |
| Fessy            | Patrick Condevaux      |                  | SE               |
| Loisin           | Dominique Bonazzi      |                  | DVD              |
| Lully            | René Girard            |                  | SE               |
| Margencel        | Jean-Pierre Rambicur   |                  | SE               |
| Massongy         | François Roullard      |                  | DVD              |
| Messery          | Serge Bel              |                  | UDI              |
| Nernier          | Marie-Pierre Berthier  |                  | SE               |
| Sciez            | Jean-Luc Bidal         |                  | DVD              |
| Veigy-Foncenex   | Bernard Coder          |                  | DVD              |
| Yvoire           | Jean-François Kung     |                  | SE               |

### Liste des présidents
| Période                                  | Période          | Identité   | Étiquette | Qualité                            |
| ---------------------------------------- | ---------------- | ---------- | --------- | ---------------------------------- |
|                                          | 31 décembre 2016 | Jean Neury | DVD       | Adjoint au maire de Veigy-Foncenex |
| Les données manquantes sont à compléter. |                  |            |           |                                    |

### Conseil communautaire
À la suite de la réforme des collectivités territoriales de 2013, les conseillers communautaires dans les communes de plus de 1 000 habitants sont élus au suffrage universel direct en même temps que les conseillers municipaux. Dans les communes de moins de 1 000 habitants, les conseillers communautaires seront désignés parmi le conseil municipal élu dans l'ordre du tableau des conseillers municipaux en commençant par le maire puis les adjoints et enfin les conseillers municipaux. Les règles de composition des conseils communautaires ayant changé, celui-ci comptera à partir de mars 2014 quarante-six conseillers communautaires qui sont répartis selon la démographie : 
| Nombre de délégués | Communes                                                                            |
| ------------------ | ----------------------------------------------------------------------------------- |
| 4                  | Bons-en-Chablais, Douvaine, Sciez et Veigy-Foncenex                                 |
| 3                  | Anthy-sur-Léman, Chens-sur-Léman, Margencel et Messery                              |
| 2                  | Ballaison, Brenthonne, Excenevex, Fessy, Loisin, Lully, Massongy, Nernier et Yvoire |

### Bureau
Le conseil communautaire est composé de 46 membres qui élisent un président et 12 vice-présidents. Ces derniers, avec d'autres membres du conseil communautaire, constituent le bureau. Le conseil communautaire délègue une partie de ses compétences au bureau et au président. 
| Nom                   | Fonction            | Qualité                                 |
| --------------------- | ------------------- | --------------------------------------- |
| Jean Neury            | Président           | Adjoint au maire de Veigy-Foncenex      |
| Jean-Pierre Rambicur  | 1er Vice-président  | Maire de Margencel                      |
| Pierre Fillon         | 2e Vice-président   | Maire d'Excenevex                       |
| Jean-Luc Bidal        | 3e Vice-président   | Maire de Sciez                          |
| Patrick Bereziat      | 4e Vice-président   | Maire de Bons-en-Chablais               |
| René Girard           | 5e Vice-président   | Maire de Lully                          |
| Dominique Bonazzi     | 6e Vice-président   | Maire de Loisin                         |
| Jean-Louis Baur       | 7e Vice-président   | Maire de Anthy-sur-Léman                |
| Serge Bel             | 8e Vice-président   | Maire de Messery                        |
| Olivier Barras        | 9e Vice-président   | Conseiller municipal de Douvaine        |
| Marie-Pierre Berthier | 10e Vice-présidente | Maire de Nernier                        |
| Bernard Fichard       | 11e Vice-président  | Conseiller municipal de Chens-sur-Léman |
| Jean-François Kung    | 12e Vice-président  | Maire d'Yvoire                          |

### Compétences
La communauté de communes exerce deux compétences obligatoires intéressant l'ensemble de la communauté  que sont :
- Les actions de développement économique
- L’aménagement du territoire

Elle exerce également des compétences « optionnelles » que sont :
- La protection et mise en valeur de l'environnement (comme la lutte contre les décharges sauvages, valorisation des déchets ménagers, balisage et entretien des sentiers, etc.)
- La création ou aménagement et entretien de voirie d'intérêt communautaire (l’entretien des voies communales, curage des fossés, salage, etc.)
- La construction, entretien et fonctionnement d’équipements culturels et sportifs et d’équipements de l’enseignement préélémentaire et élémentaire
- La politique du logement et du cadre de vie (comme le soutien aux logements sociaux)
- Les actions sociales

Et enfin des compétences « facultatives », que sont la gestion des transports publics (transports scolaires, TAD, etc.)

### Identité visuelle
| Logotype de la Communauté de communes du Bas-Chablais. | La Communauté de communes du Bas-Chablais s’est dotée d’un logotype. |

## Pour approfondir